# Alfred Sosgórnik
Alfred Sosgórnik  (né le 16 août 1933 à Zawadzkie et mort le 8 février 2013) est un athlète polonais, spécialiste du lancer du poids.

## Biographie
Il se classe sixième du concours du lancer du poids des Jeux olympiques de 1960, à Rome, avec la marque de 17,57 m. Lors des Championnats d'Europe en plein air, Alfred Sosgórnik se classe huitième en 1958, et remporte la médaille de bronze quatre ans plus tard en 1962, derrière le Hongrois Vilmos Varjú et le Soviétique Viktor Lipsnis avec la marque de 18,26 m. Il termine par ailleurs quatrième de l'édition 1966.
Il remporte à six reprises les championnats de Pologne de 1958 à 1962 et en 1965. Il améliore par ailleurs onze fois le record national en plein air, le portant à 19,24 m en 1963 (record personnel).

### Palmarès
| Date | Compétition           | Lieu      | Résultat | Performance |
| ---- | --------------------- | --------- | -------- | ----------- |
| 1958 | Championnats d'Europe | Stockholm | 8e       | 16,65 m     |
| 1960 | Jeux olympiques       | Rome      | 6e       | 17,57 m     |
| 1962 | Championnats d'Europe | Belgrade  | 3e       | 18,26 m     |
| 1966 | Championnats d'Europe | Budapest  | 4e       | 18,38 m     |

### Records
| Épreuve         | Performance | Lieu   | Date        |
| --------------- | ----------- | ------ | ----------- |
| Lancer du poids | 19,24 m     | Elblag | 12 mai 1963 |